# 油船25号型
油船25号型（英語: YO-25 class yard oiler）は、海上自衛隊の第1種支援船。公称船型は490トン型油船。「あぶらぶね」と訓読みする。

## 概要
油船14号型の全長を1.5ｍ延長し、船尾にカーゴ・ホールドを設けてドライ・カーゴの搭載能力を追加した。艦艇に対する艦艇用燃料の補給を主眼として、各基地の港務隊に配備されている。小型鋼船構造設計で船体内に6つの貨油タンクを有し、艦艇に燃料を補給する。新規就役・修理艦艇へ補給するため造船所に赴いたり、災害派遣に従事したりすることを想定し、各種法定装備、居住区、フライヤーなどの器具も備えた簡易調理室、食堂、洗面所等を設けており、近海航洋性を有する。船内には空調設備も有するほか、珍しい点としては明かり取りの天窓が食堂に備えられている。また、満載航行時に波が打ち込み船体が沈降することを防ぐため、船首にブルワークを備える。
1～7番船までは主機にヤンマー6MAディーゼル（230馬力）を2基搭載していたが、8番船（YO-34）からは同S165-Tディーゼル（250馬力）2基に更新され、常備排水量は750tとなっている。

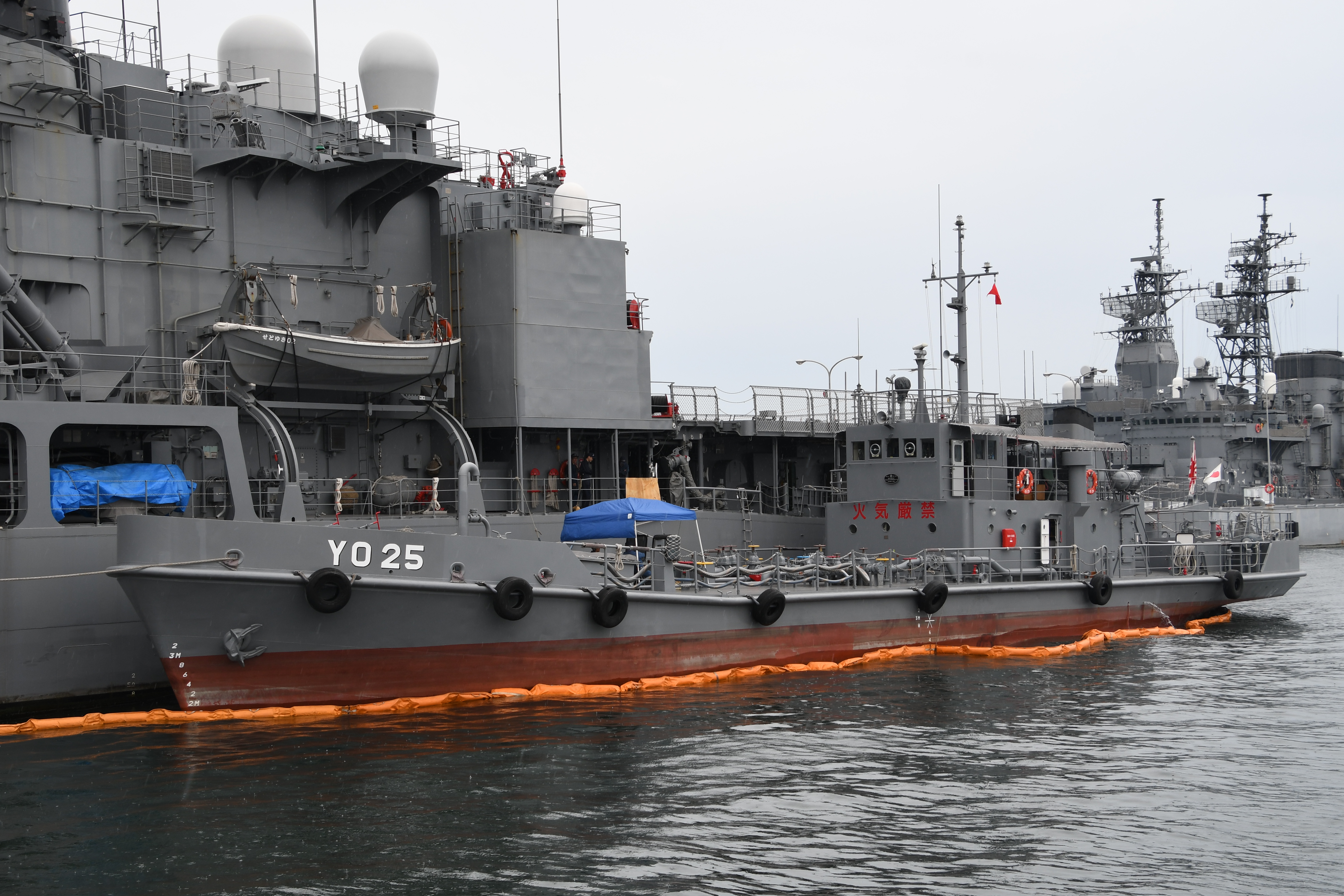
呉基地にて練習艦「せとゆき」に燃料供給中の油船25号。貨油を供給した分軽くなり、船体前部が浮き上がっているほか、周りには油流出防止のオイルフェンスが展張されている。
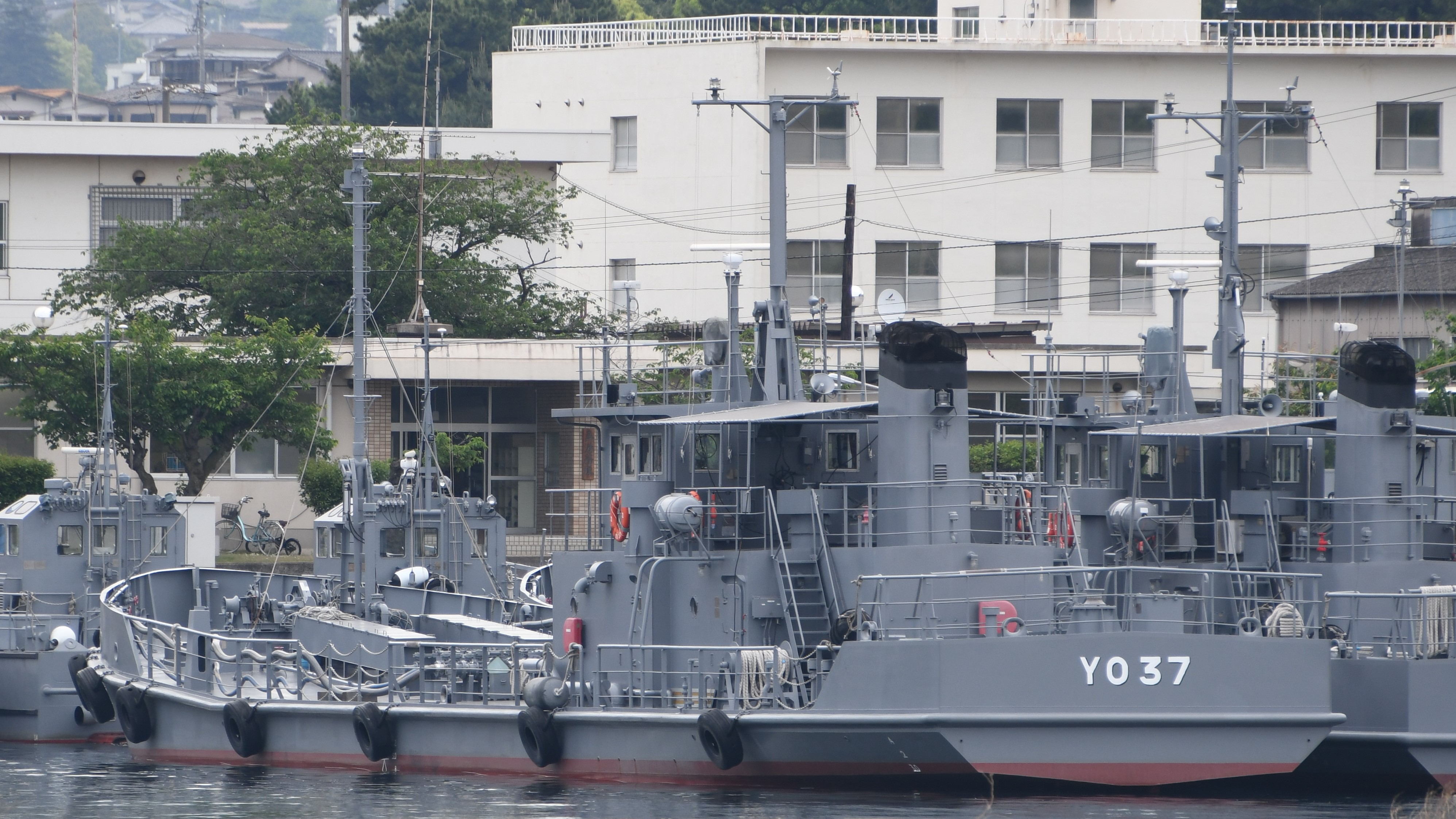
後方から見た油船37号。

## 同型船一覧
YO-28・YO-32はここに記載していないが、油船203号型を艦船燃料用に変更したもので、油船28号型に区分され、25号型とは別船型扱いとなっている。その詳細は油船203号型を参照されたい。
| #     | 船名     | 造船所                  | 起工          | 竣工           | 配属 退役船は除籍           |
| ----- | -------- | ----------------------- | ------------- | -------------- | --------------------------- |
| YO-25 | 油船25号 | 内海造船                | 1988年4月11日 | 1988年9月20日  | 2021年12月20日              |
| YO-26 | 油船26号 | 相模造船鉄工            | 1988年4月18日 | 1988年9月26日  | 2021年12月20日              |
| YO-27 | 油船27号 | 墨田川造船              | 1989年2月28日 | 1989年7月28日  | 2022年11月17日              |
| YO-29 | 油船29号 | 前畑造船鉄工 / 前畑造船 | 1991年7月2日  | 1991年11月28日 | 横須賀港務隊 （横須賀基地） |
| YO-30 | 油船30号 | 前畑造船鉄工 / 前畑造船 | 1991年7月2日  | 1992年1月24日  | 佐世保港務隊 （佐世保基地） |
| YO-31 | 油船31号 | 前畑造船鉄工 / 前畑造船 | 1991年7月2日  | 1992年3月19日  | 舞鶴港務隊 （舞鶴基地）     |
| YO-33 | 油船33号 | 前畑造船鉄工 / 前畑造船 | 1993年        | 1993年9月21日  | 舞鶴港務隊 （舞鶴基地）     |
| YO-34 | 油船34号 | 前畑造船鉄工 / 前畑造船 | 1995年2月17日 | 1995年7月28日  | 佐世保港務隊 （佐世保基地） |
| YO-35 | 油船35号 | 前畑造船鉄工 / 前畑造船 | 1995年2月17日 | 1995年9月20日  | 横須賀港務隊 （横須賀基地） |
| YO-36 | 油船36号 | 前畑造船鉄工 / 前畑造船 | 1997年        | 1997年10月7日  | 横須賀港務隊 （横須賀基地） |
| YO-37 | 油船37号 | 前畑造船鉄工 / 前畑造船 | 1998年        | 1998年3月6日   | 呉港務隊 （呉基地）         |
| YO-38 | 油船38号 | 前畑造船鉄工 / 前畑造船 | 1998年5月19日 | 1998年9月30日  | 舞鶴港務隊 （舞鶴基地）     |
| YO-39 | 油船39号 | 前畑造船鉄工 / 前畑造船 | 2006年5月19日 | 2007年3月20日  | 佐世保港務隊 （佐世保基地） |
| YO-40 | 油船40号 | 中谷造船鉄工            | 2011年        | 2011年8月8日   | 横須賀港務隊 （横須賀基地） |
| YO-41 | 油船41号 | 北浜造船                | 2014年        | 2015年2月12日  | 大湊港務隊 （大湊基地）     |
| YO-42 | 油船42号 | 吉田造船鉄工所          | 2015年        | 2016年2月12日  | 佐世保港務隊 （佐世保基地） |
| YO-43 | 油船43号 | 北浜造船鉄工            | 2015年        | 2016年3月4日   | 佐世保港務隊 （佐世保基地） |
| YO-44 | 油船44号 | 本瓦造船                | 2015年        | 2016年3月7日   | 呉港務隊 （呉基地）         |
| YO-45 | 油船45号 | 内海造船                | 2020年        | 2021年12月20日 | 呉港務隊 （呉基地）         |
| YO-46 | 油船46号 | 内海造船                | 2020年        | 2021年12月20日 | 大湊港務隊 （大湊基地）     |
| YO-47 | 油船47号 | 本瓦造船                | 2022年        | 2022年11月17日 | 呉港務隊 （呉基地）         |
| YO-48 | 油船48号 | 本瓦造船                |               | 2023年10月     | 横須賀港務隊 （横須賀基地） |